# Zawołanie
Zawołanie, inaczej proklama (łac. proclamatio, od clamare – krzyczeć) – werbalny element polskiego herbu szlacheckiego, jedna z cech charakterystycznych polskiej heraldyki.
Wywodzi się jeszcze z czasów organizacji plemienno-rodowych i stanowiło prawdopodobnie rodzaj hasła identyfikującego członków rodu, stosowanego w systemie mobilizacji oddziałów zbrojnych oraz w bitwie. Hasłem pomocy zwoływano rodowców do bitwy (wici). 
Z badań heraldycznych Józefa Szymańskiego wynika, że pierwotnie w Polsce zawołania posiadały funkcję co najmniej równorzędną ze znakami plastycznymi, czyli herbami. Dopiero pod wpływem reguł heraldyki zachodnioeuropejskiej rola zawołania zmniejszała się, praktycznie aż do jego zaniku. Zawołań pozbawione są herby powstałe w okresie późniejszym, w wyniku nobilitacji czy indygenatu. W związku z tym ustalone przez J. Szymańskiego 116 zawołań łączyć należy z najstarszymi herbami polskimi. Łącznie znane jest 189 zawołań pojawiających się w źródłach do końca XV wieku. Niekiedy jeden herb posiadał kilka różnych zawołań, charakterystycznych dla odrębnych gałęzi rodu. W rodach związanych z tymi herbami zawołania pełnić mogły rozmaite funkcje, stanowiąc jednocześnie i nazwę herbu, i nazwę rodu, i zawołanie herbowe (rodowe). 

## Klasyfikacja zawołań herbowych
Józef Szymański zaproponował podział zawołań herbowych na cztery ogólne kategorie:
1. Zawołania osobowe – stanowiące najliczniejszą grupę wśród polskich proklam, wywodzące się od nazwy pojedynczego człowieka, przyjęte następnie przez cały ród, dzielące się z kolei na:
  - odimienne – będące w istocie imieniem, najprawdopodobniej seniora rodu, czy jego najwybitniejszego ówcześnie przedstawiciela, np. Grzymała;
  - przezwiskowe – czyli wywodzące się de facto od pierwotnej formy nazwiska, czy to jednostki, czy też całego rodu. Przezwisko, zgodnie ze zwyczajem, urabiano najczęściej od cech fizycznych bądź też charakterologicznych, np. Junosza;
  - etniczne – wskazujące na pochodzenie rodu, przy czym wskazanie to odnosić się może do dużej jednostki etnicznej lub „małej ojczyzny”, czyli terenu „gniazda” rodu: np. Prus, Sas[potrzebny przypis].
2. Zawołania topograficzne – mające podobny walor informacyjny jak zawołania etniczne – wskazują jednak raczej na terytorium niż na grupę etniczną. Wskazując na miejsce pochodzenia czy osiedlenia, mogą czynić to mniej lub bardziej precyzyjnie, określając:
  - ziemię; także zawołania z nazwami hydrograficznymi – na przykład „Jeziora” czy „Śreniawa” – traktując je, zgodnie z zasadami osiedlania się człowieka, jako określenia terytorium zajmowanego przez ród i związanego z rzeką jako szlakiem komunikacyjnym;
  - gród, np. Do – łęga, Do – liwa;
  - więź rodową, „gniazdową”, np. Brzezina
3. Zawołania obrazowe – pochodzące od przedmiotów umieszczonych na herbie, np. Lis, Koza, Korab
4. Zawołania o charakterze okrzyku bojowego – najmniej liczne spośród zawołań, służące prawdopodobnie jako hasła zwołujące ród (wici), jako bojowy okrzyk rodu mający dodawać wojennego animuszu, lecz przede wszystkim identyfikujący poszczególnych wojowników w boju, np. Wali Uszy, Nagody.

Klasyfikacja Szymańskiego stanowi poprawioną i unowocześnioną wersję klasyfikacji zaproponowanej przez Semkowicza.

## Zachodnia Europa
Do pewnego stopnia podobny element, o tej samej bojowej genezie, występuje w heraldyce szkockiej. Jednym z wyróżników przynależności klanowej jest, prócz tartanu, godła i herbu – zawołanie bojowe. Jest ono wspólne wszystkim współklanowcom, zarówno herbowym jak i nieherbowym. Członkowie klanu posiadający prawo używania herbu umieszczają zawołanie bojowe nad klejnotem, w odróżnieniu od zwykłych dewiz herbowych, umieszczanych poniżej tarczy. Klanowe zawołanie może funkcjonować również bez pełnego herbu, np. często jest umieszczane w otoku godła klanowego.